# إيثان بلايس
إيثان بلايس (بالإنجليزية: Ethan Place)‏ هو عسكري أمريكي، ولد في عقد 1980 في سانت لويس في الولايات المتحدة.